# Finally (아무로 나미에의 음반)
《Finally》는 일본의 가수 아무로 나미에의 7번째 베스트 음반이자 올타임 베스트 음반이다. 2017년 11월 8일 디멘션 포인트를 통해 발매되었으며 3CD 포맷으로 이루어져 있다. 아무로는 이 음반을 마지막으로 은퇴를 선언했다.

## 차트 성적
2017년 11월 7일 에이벡스에 주문된 선주문량만 100만 장이 넘었다. 발매 첫 날 45만 장을 팔아 오리콘 데일리 앨범 차트 1위에 올랐으며, 2017년 솔로 가수 최고 판매량 기록을 세웠다.
발매 일주일동안 1,113,000장을 팔아 오리콘 위클리 앨범 차트 1위에 올랐다. 발매 첫 주 100만 장 이상의 판매량을 기록한 것은 2004년 우타다 히카루의 《Utada Hikaru SINGLE COLLECTION VOL.1》 이후 13년만이며, 아무로 본인의 앨범으로는 1996년 《SWEET 19 BLUES》 이후 21년만이다. 이로써 10대, 20대, 30대, 40대에 발매한 100만 장 이상의 앨범을 보유한 유일한 음악가라는 기록을 세웠다. 2주차에는 32만 장, 3주차에는 15만 장을 팔아 3주 연속 주간 앨범 차트 1위에 올랐으며, 누적 판매량 150만 장을 돌파해 2010년대 앨범으로는 최초로 150만 장을 넘겼다. 2017년 한 해 동안 1,778,000장의 판매량을 기록해 아무로 본인 최초로 오리콘 연간 앨범 차트 1위에 오른다. 발매 5주만에 연간 차트 1위를 차지하면서 1997년 GLAY와 2013년 아라시가 세웠던 7주 만의 기록을 갈아치웠다. 솔로 음악가의 연간 차트 1위는 2006년 히라이 켄의 《Ken Hirai 10th Anniversary Complete Single Collection》 이후 11년만이며 여성 음악가로 한정하면 2004년 우타다 히카루의 《Utada Hikaru SINGLE COLLECTION VOL.1》 이후 13년만이다. 솔로 음악가가 연간 차트에서 100만 장 이상의 판매량을 기록한 것은 2008년 아무로 본인의 《BEST FICTION》 이후 9년만이다.
2018년 발매 2개월 만에 누적 판매량 200만 장을 돌파했다. 일본에서 200만 장 이상의 앨범이 판매된 것은 2012년 8월 비틀즈의 《1》 이후 5년 5개월만이며 솔로 가수로는 히라이 켄의 《Ken Hirai 10th Anniversary Complete Single Collection》 이후 11년 9월, 여성 음악가로는 우타다 히카루의 《Utada Hikaru SINGLE COLLECTION VOL. 1》 이후 13년 9월만의 기록이다. 아무로 자신의 작품 중에서는 《SWEET 19 BLUES》 이후 21년 5개월만이다.

## 음반 판매량 및 인증
| 국가        | 인증   | 판매량/출하량 |
| ----------- | ------ | ------------- |
| 일본 (RIAJ) | 밀리언 | 2,003,000     |

## 같이 보기
- 일본에서 가장 많이 팔린 음반 목록